# Ломница (област Перник)
Вижте пояснителната страница за други значения на Ломница.
Ломница е село в Западна България. То се намира в община Трън, област Перник.

## География
Село Ломница се намира в планински район по долината на малка рекичка, която извира от подножието на връх Руй. По склоновете на двата хълма, които обграждат селото, има махали от по няколко къщи, които са пръснати още от времето на османското владичество. Селото е дълго около 6 километра. Последните къщи на махала „Карчини“ се намират в подножието на „Сип“ на не повече от километър от границата със Сърбия. Ако се застане с гръб към ждрелото на река Ерма хълмовете от лявата страна са от планината Руй, а отдясно се намира „Буни Камик“. По склоновете на тези планини са кацнали кошари, в които до 70-те години на 20 век през лятото са живеели хора, отглеждащи животни (основно овце и кози). Планинските пътища са в лошо състояние. В горната част на селото (на 2 километра от ждрелото), където се намира и кметството, живеят около 10 семейства, като в летния период стават двойно повече. В долната част на селото, което започва от ждрелото на река Ерма живеят около 15 семейства. В хижа „Ерма“, която се намира между град Трън и ждрелото, също може да се пренощува. Транспорт от Трън до селото вече няма, но пътят е ремонтиран.

## История
В стари записи селото фигурира като: Ломница в 1448 г.; Ломнидже в 1453 г., Ломниче в 1624 г.; Д. Ломница в 1570 г.. Названието идва от думата „лом“ (стръмно място).

## Културни и природни забележителности
Близо до селото се намира Ждрелото на река Ерма. Там природата е изключително живописна като реката минава през впечатляващ каньон. Изградена е екопътека, която дава възможност за прекрасна разходка. Пътеката минава през малко мостче над реката, като започва от левия ѝ бряг по посока на течението. След мостчето следва стръмно изкачване и преминаване през тунела към село Петачинци. След тунела вляво има спускане, което отново води до живописно мостче над реката.

## Личности
- Иван Вукадинов – художник